# Saima Wazed
Saima Wazed Hossain, née le 9 décembre 1972 à Dacca, est une psychologue bangladaise engagée en faveur des droits des personnes autistes. Elle est la fille de la Première ministre du Bangladesh Sheikh Hasina. Elle est membre du Comité consultatif d'experts de 25 membres de l'Organisation mondiale de la santé sur la santé mentale.   

## Biographie
Saima Wazed Hossain est née à Dacca. Sa mère, Sheikh Hasina, occupe le poste de Première ministre du Bangladesh de 2009 à 2024. Son père, MA Wazed Miah, est un scientifique dans le domaine nucléaire. Son frère est Sajeeb Wazed Joy,. Sa famille la surnomme « Putul ». Elle est diplômée de l'Université Barry. Elle est psychologue scolaire agréée. Saima Wazed est mariée à Khandakar Masrur Hossain Mitu, fils de Khandaker Mosharraf Hossain. Le couple a quatre enfants,. 

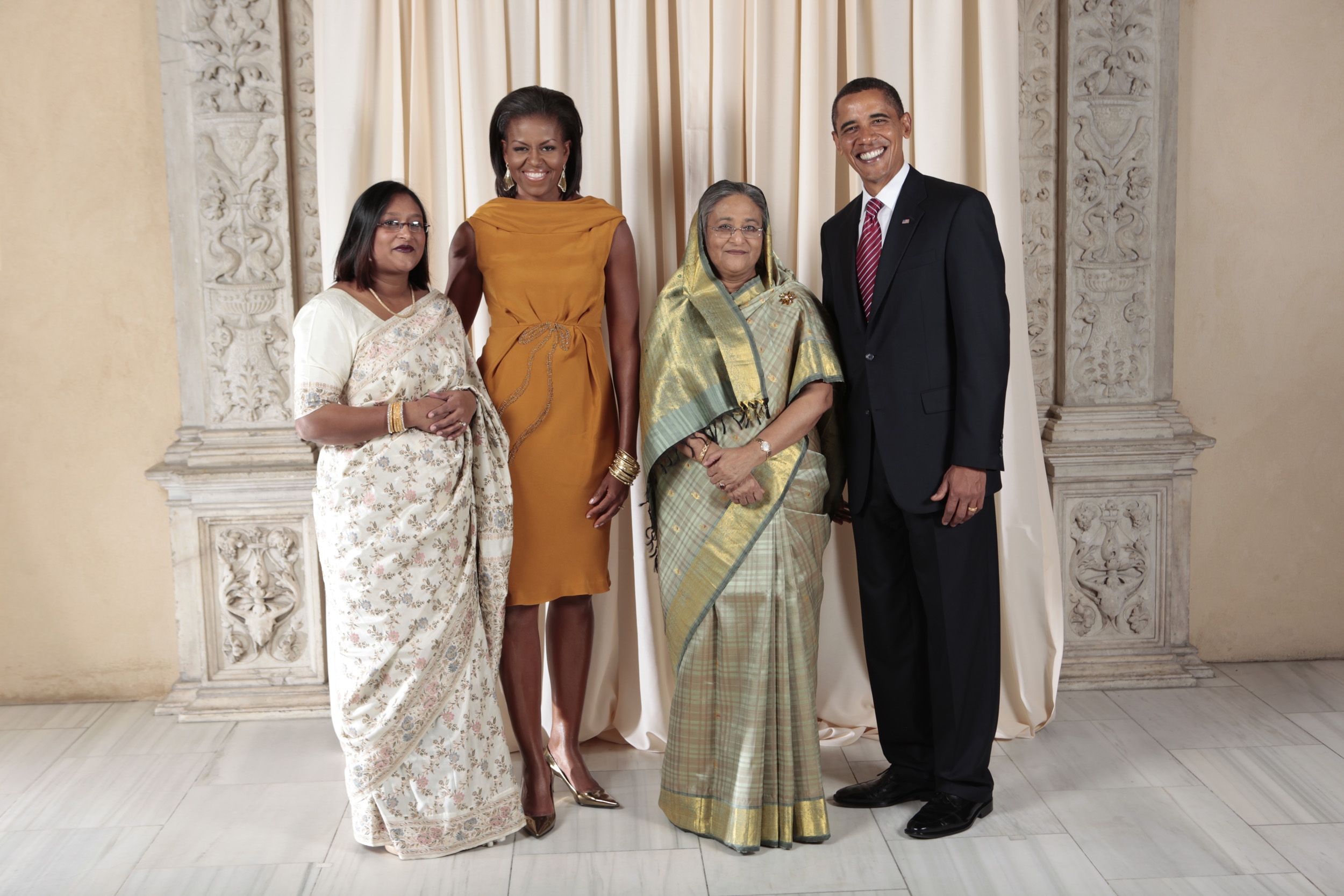
Saima Wazed, la Première dame américaine Michelle Obama, la Première ministre bangladaise Sheikh Hasina et le président Barack Obama en 2009.

Elle organise la première conférence sud-asiatique sur l'autisme en 2011 à Dacca, au Bangladesh.  Elle est présidente du Comité consultatif national sur l'autisme et les troubles du neuro-développement. Elle fait campagne pour la résolution « Efforts globaux et coordonnés pour la gestion des troubles du spectre autistique » à l'Assemblée mondiale de la Santé, qui adopte cette proposition. L'organisme Autism Speaks la félicite d'avoir pris la tête d'« un véritable mouvement international de soutien à cette résolution ». Elle est membre du Groupe consultatif d'experts de 25 membres de l'Organisation mondiale de la santé dans le domaine de la santé mentale.  
En novembre 2016, Saima Wazed est élue présidente du Conseil international de l'UNESCO pour l'autonomie numérique des personnes handicapées.  
En avril 2017, elle est désignée par l'Organisation mondiale de la santé « Championne pour l'autisme » en Asie du Sud-Est,,,. En juillet 2017, elle devient ambassadrice de bonne volonté de l'OMS pour l'autisme dans la région de l'Asie du Sud-Est.

## Prix et distinctions
- 2016 : Award for Excellence in Public Health pour la région de l'Asie du Sud-Est de l'Organisation mondiale de la santé[17].
- 2017 : prix International Champion pour sa contribution exceptionnelle au domaine de l'autisme.
- L'Université Barry lui décerne une distinction au titre d'ancienne étudiante, pour son militantisme[4],[18],[19].